# Marieke van de Zilver
Marieke van de Zilver (17 december 1986) is een Nederlands politiek verslaggeefster en journaliste, die werkzaam is bij RTL Nieuws. 

## Biografie
Van de Zilver behaalde haar master politicologie (political science) aan de Radboud Universiteit Nijmegen in 2012. Ze liep tijdens haar opleiding stage bij Erik Mouthaan voor RTL Nederland in New York.
Na haar afstuderen ging ze freelance aan de slag als politiek redacteur bij ThePostOnline en PowNed. Vanaf augustus 2015 werkte Van de Zilver voor zakelijke zender RTL Z, waarna ze vanaf mei 2018 als politiek verslaggever in Den Haag voor RTL Nieuws is gaan werken. In die hoedanigheid duidt ze met enige regelmaat bij de praatprogramma's Beau en Jinek het politieke nieuws.
Van de Zilver kreeg bekendheid vanwege haar interview met politicus Thierry Baudet over een essay geschreven over Michel Houellebecq en de positie van de vrouw.

## Trivia
In 2020 werd Van de Zilver winnares van het vijftiende seizoen van het televisieprogramma De Slimste Mens. In 2022 won ze ook het extra All Stars-seizoen van hetzelfde programma.